# Wacky World of Sports
Wacky World of Sports, conosciuto in Giappone come  Chin Sports (珍スポーツ?, Chin Supōtsu), è un videogioco pubblicato da SEGA per la console Wii.

## Modalità Torneo
La modalità torneo prevede di utilizzare almeno uno dei quattro personaggi iniziali per sbloccare nuovi personaggi e sport. I tornei, in ordine sono:
- Torneo di Norland: torneo d'introduzione a Wacky World of Sports, organizzato da un signore che ti guiderà con determinazione. Il detentore del torneo è Algernon Albion. Gli sport sono: Fierljeppen, Timbersport e Rotola-Formaggio.
- Torneo Gran pesce: resisti alla forza selvaggia dei tropici in questo torneo organizzato da una leggenda della pesca. Il detentore del torneo è Tuatua. Gli sport sono: Gara dei Tagliaerba: Fattoria d'erbacce, Pugilato a carte e Lancio del Tonno: Spiaggia dei Panda.
- Torneo Domestico: a volte dolce, altre volte feroce. Sarà l'amore per la famiglia a guidarla? La detentrice del torneo è Ellena Dimitriov. Gli sport sono: Gara dei Mobili: Collina del litorale, Golf ghiacciato e Stiratura estrema: Cielo infinito.
- Torneo K.O.: parte finale del breve torneo. Tuffati a capofitto e metti alla prova le tue abilità. Il detentore del torneo è The Pilot. I primi due sport sono casuali eccetto l'ultimo Slittamento su Fango: Vicolo fangoso.

- Torneo Rosa rossa: sarai in grado di battere un maestro d'arti marziali esperto in antiche tecniche di combattimento? La detentrice del torneo è Faye Yang. Gli sport sono: Pugilato a carte, Rotola-Formaggio, Lancio del Tonno: Spiaggia dei Panda e Slittamento su Fango: Teatro Fangorama.
- Torneo Sabbie bollenti: il Maharaja blocca il tuo cammino nella montagna rossa, luogo di sepoltura di grandi eroi. Il detentore del torneo è Ajai Dat. Gli sport sono: Corsa dei Tagliaerba: Fattoria d'erbacce, Slittamento su Fango: Vicolo Fangoso, Rotola-Formaggio e Gara dei Mobili: Valle Rocciosa.
- Torneo Assassino danzante: devi avere soul per sopravvivere a questo festival della distruzione. Il detentore del torneo è Tyrone Cole. Gli sport sono: Stiratura estrema: Cielo infinito, Golf ghiacciato, Fierljeppen e Lancio del Tonno: Valle univirtuale.
- Torneo Distruttore oscuro: la mano destra del Re Tiberius ti sfiderà in un sorprendente Paese delle meraviglie. Uno spettacolo scioccante. Il detentore del torneo è Igor. Gli sport sono: Timbersport, Pugilato a carte, Gara dei Mobili: Collina del litorale e Gara dei Tagliaerba: Pianoverde.
- Torneo Invincibile: conquista Wacky World of Sports e scopri i suoi segreti in questa battaglia finale. Il detentore del torneo è King Tiberius. I primi quattro sport sono casuali eccetto l'ultimo Stiratura estrema: Bagno di lava.

## Sport
Nella Modalità Party si possono praticare gli sport soltanto con 2 modalità: Gioco Libero o Circuito. In quest'ultima modalità si può avviare un torneo con 3 o più giochi (un massimo di 5) e gli sport possono essere anche scelti casualmente. Il gioco copre una serie di sport ironici e bizzarri:
- Fierljeppen: Fiume di coccodrilli: è uno sport che consiste nel saltare su un'asta e una volta scalata, di slanciarsi con un salto potente. È basato su uno sport realmente esistente.
- Lancio del Tonno: Spiaggia dei Panda: è uno sport che consiste nel lanciare un tonno il più lontano possibile. Esiste una variante chiamata Lancio del Tonno: Valle Univirtuale. Anche questo è uno sport realmente esistente, il lancio del tonno.
- Gara dei Mobili: Collina del litorale: è uno sport che consiste nel gareggiare su degli oggetti di arredamento o di uso quotidiano. Esiste una variante chiamata Gara dei Mobili: Valle Rocciosa. In questa variante bisogna percorrere 3 giri e vi è il Pit Stop.
- Stiratura Estrema: Cielo infinito: consiste nello stirare più panni possibili mentre si precipita nel vuoto. Esiste una variante chiamata Stiratura Estrema: Bagno di Lava.

- Timbersport: Bosco Troncobasso: è il classico Log Cutting[3] reinterpretato in un modo alquanto bizzarro nel quale si devono schivare anche dei barilotti esplosivi.
- Rotola-Formaggio: Il Circo di formaggio: è basato sul Cheeserolling, una competizione nella quale si debbono lanciare dei formaggi per poi rincorrerli. Nel gioco, invece, più il formaggio è stato lanciato forte, più i punti saranno elevati.
- Corsa dei Tagliaerba: Fattoria d'erbacce: è una competizione svolta con dei tagliaerba. Esiste una variante chiamata Corsa dei Tagliaerba: Pianoverde.
- Pugilato a Carte: Arena Asso delle carte: è un incontro di pugilato basato sullo scacchi-pugilato. Gli scacchi sono sostituiti dalle carte. Per vincere la partita bisogna ottenere almeno 7 coppie o mandare KO in maniera definitiva l'avversario.
- Golf Ghiacciato: Sentiero nevoso: è una gara di golf svolta nel bel mezzo di una bufera di neve. Tuttavia vi sono dei punti caldi (falò) per riscaldarsi.

- Slittamento su Fango: Vicolo Fangoso: è una competizione nella quale gli sfidanti si gettano in un fiume melmoso e fangoso, passano attraverso delle porte, per poi lanciarsi verso dei grossi birilli che voleranno più lontano a seconda della potenza del colpo. Esiste una variante chiamata Slittamento su Fango: Teatro Fangorama.

## Personaggi
In questo gioco ci sono 13 personaggi giocabili dei quali 9 devono essere sbloccati (4 boss secondari semplici, 4 boss primari difficili e 1 boss finale) e 2 personaggi non giocabili, ossia l'arbitro e il venditore di oggetti.
I personaggi hanno attributi o statistiche personalizzate divise in: POT (potenza), VEL (velocità), TEC (tecnica) e INT (intelligenza).

### Personaggi iniziali
- Sasuke Lee: è un ninja fanatico assetato di vittorie. È ispirato a Naruto. È molto abile a Gara dei Mobili e a Corsa dei Tagliaerba.
- Mia Brander: è un ex-mercenaria con i capelli ricci rossastri. È alla ricerca di un amico perduto. È molto abile a Pugilato a Carte.
- Jack Lumber: è un boscaiolo muscolosissimo. Accumula denaro per salvare la sua città. Il suo nome è l'anagramma di "Lumberjack" (taglialegna). È abile a Timbersport e a Golf Ghiacciato.
- Tiffany Cerise: è una ricca ragazzina bionda con gli occhi azzurri. Annoiata dal denaro vuole dimostrare la sua forza. È abile a Fierljeppen.

### Boss Secondari
- Algernon Albion: è un vecchio uomo tipico inglese che adora fumare la pipa. È abile a Rotola-Formaggio.
- Tuatua: è un aborigeno australiano obeso esperto nella pesca di tonni. È abile a Lancio del Tonno.
- Ellena Dimitriov: è un'odiosa casalinga russa in sovrappeso. È abile a Stiratura Estrema.
- The Pilot: è un eccentrico pilota di aerei statunitense. È molto abile a Slittamento su Fango.

### Boss Primari
- Igor: è uno stupido cyborg che parla in terza persona. È la mano destra di King Tiberius e desidera avere un cuore.  È abile a Corsa dei Tagliaerba: Pianoverde.
- Tyrone Cole: è un ballerino di Las Vegas di colore. È abile a Lancio del Tonno: Valle Univirtuale.
- Ajai Dat: è un ricchissimo sovrano indiano (Maharaja). È abile a Gara dei Mobili: Valle Rocciosa.
- Faye Yang: è un'esperta di arti marziali cinese. È abile a Slittamento su Fango: Teatro Fangorama.

### Boss finale
- King Tiberius: è il fondatore della WWSA (World Wacky of Sports Association). È un grosso uomo muscoloso all'interno di un'armatura dorata ed è dunque il più forte personaggio del gioco. È abile in tutti giochi ma soprattutto a Stiratura Estrema: Bagno di Lava.

### Personaggi non giocabili
- Eduardo del Torro: è lo stravagante arbitro del gioco. È un grande amico di Algernon che porta l'occhiello. In alcuni sport dopo aver eseguito un'Occasione Folle l'arbitro interviene brevemente favoreggiando l'artefice dell'occasione.
- Dr. Gerbillus: è il nanetto venditore di oggetti. Conobbe una Fräulein tra i boschi.